# أل كيلي
أل كيلي (بالإنجليزية: Al Kelley)‏ هو لاعب غولف أمريكي، ولد في 9 فبراير 1935، وتوفي في 17 ديسمبر 2017.

## وصلات خارجية
- أل كيلي على موقع رابطة لاعبي الغولف المحترفين (الإنجليزية)